# Route nationale 756
Pour les articles homonymes, voir Route 756.
La route nationale 756 ou RN 756 était une route nationale française reliant Tournebride au Bourneau. À la suite de la réforme de 1972, elle a été déclassée en RD 756.

## Ancien tracé de Tournebride au Bourneau (D 756)
- Tournebride, commune de La Haie-Fouassière
- La Chapelle-Heulin
- Vallet
- Gesté
- La Chapelle-du-Genêt
- Beaupréau
- Jallais
- La Chapelle-Rousselin
- Chemillé
- Melay
- La Salle-de-Vihiers
- Le Bourneau, commune de Vihiers